# Emílio Murad
Emílio Biló Murad (Codó, 2 de março de 1926 – São Luís, 17 de novembro de 2009) é um empresário e político brasileiro que foi deputado federal pelo Maranhão.

## Dados biográficos
Filho de Ananias Murad e Amélia Azar Murad. Começou sua carreira profissional nas empresas Ananias Murad e Companhia e Cerâmica Ananias, todas sediadas em Codó, cidade onde presidiu a Associação Comercial e a Companhia Telefônica, cargos que lhe deram visibilidade para ser eleito vereador pelo PSD em 1950, 1954 e 1958. Após ingressar no PSP elegeu-se deputado estadual em 1962 e com a adoção do bipartidarismo pelo Regime Militar de 1964 foi eleito deputado federal via ARENA em 1966. Findo o seu mandato parlamentar foi nomeado presidente da Companhia de Habitação do Maranhão pelo governador Pedro Santana.
Presidente da Loteria do Estado do Maranhão nos governos João Castelo e Ivar Saldanha, fundou a Aeronorte Transportes Aéreos Ltda. e no meio desportivo foi presidente da Federação Maranhense de Futebol, secretário de Esportes e Lazer e presidente do Conselho Regional de Desportos no governo Luís Rocha.